# Palmajim
Palmachim (en hebreo: קיבוץ פלמחים) es un kibutz en el centro de Israel. Ubicado unos diez kilómetros al sur del Gush Dan entre las dunas en la costa del mar Mediterráneo, se encuentra en la jurisdicción del Concejo Regional Gan Raveh. En el año 2004 tenía una población de 500 habitantes, que se dedican mayormente a fabricar productos de cemento altamente resistente, además de productos agrícolas, y es la sede de varias empresas de alta tecnología. Se encuentra cerca de la Base Aérea de Palmajim.